# گایفورد استیور
گایفورد استیور (انگلیسی: Guyford Stever) ؛ هورتون گایفورد استیور (زاده:۲۴ اکتبر ۱۹۱۶ - درگذاشته: ۹ آوریل ۲۰۱۰)، فیزیک‌دان، مربی، مهندس و سیاستمدار اهل ایالات متحده آمریکا بود.

## زندگی‌نامه
استیور در کورنینگ، نیویورک، متولد شد و عمدتاً توسط مادر بزرگش پرورش یافت. او در دبیرستان بازیکن فوتبال بود. استیور با مدرک لیسانس از دانشگاه کولگیت و سپس از مؤسسه فناوری کالیفرنیا در سال ۱۹۴۱ با مدرک پی‌اچ‌دی در فیزیک فارغ‌التحصیل شد. او در مؤسسه فناوری ماساچوست به کارکنان آزمایشگاه تشعشع هسته‌ای ملحق شد. در سال ۱۹۴۲ وارد خدمت ارتش شد و تا پایان جنگ جهانی دوم به عنوان افسر روابط موضوعات علمی مستقر در لندن بود، وی پس از عملیات نرماندی چندین بار برای مطالعه تکنولوژی آلمان به فرانسه فرستاده شد. او پس از جنگ به مؤسسه فناوری ماساچوست (MIT) بازگشت و به عنوان دستیار رئیس دانشکده مهندسی از ۱۹۵۶ تا ۱۹۵۹ مشغول به کار شد و سپس به عنوان رئیس بخش این دانشکده خدمت کرد. در سال ۱۹۶۵، او پنجمین دوره ریاست آکادمی را سپری کرد (که تا سال ۱۹۶۷ اولین مورد در ام‌آی‌تی بود)

## گسترش فعالیت‌ها
در سال ۱۹۷۲ یک خوابگاه در پردیس کارنگی ملون به نام او نامگذاری شد. در طی این مدت او همچنین رئیس هیئت‌مدیره مهندسی فضا و فضانوردی به ناسا و دیگر آژانس‌های فدرال مشاوره می‌داد. او همچنین از ۱۹۷۲ تا ۱۹۷۶ به عنوان رئیس بنیاد ملی علوم خدمت کرد. استیور بین سال‌های ۱۹۷۶ تا ۱۹۷۷، مشاور فناوری علمی رئیس‌جمهور فورد بود. او همچنین در هیئت امنای مؤسسه علوم خدمت کرد که هم‌اکنون به عنوان «انجمن علوم» شناخته می‌شود.
وی همچنین برندهٔ جوایزی همچون نشان ملی علوم شده‌است.

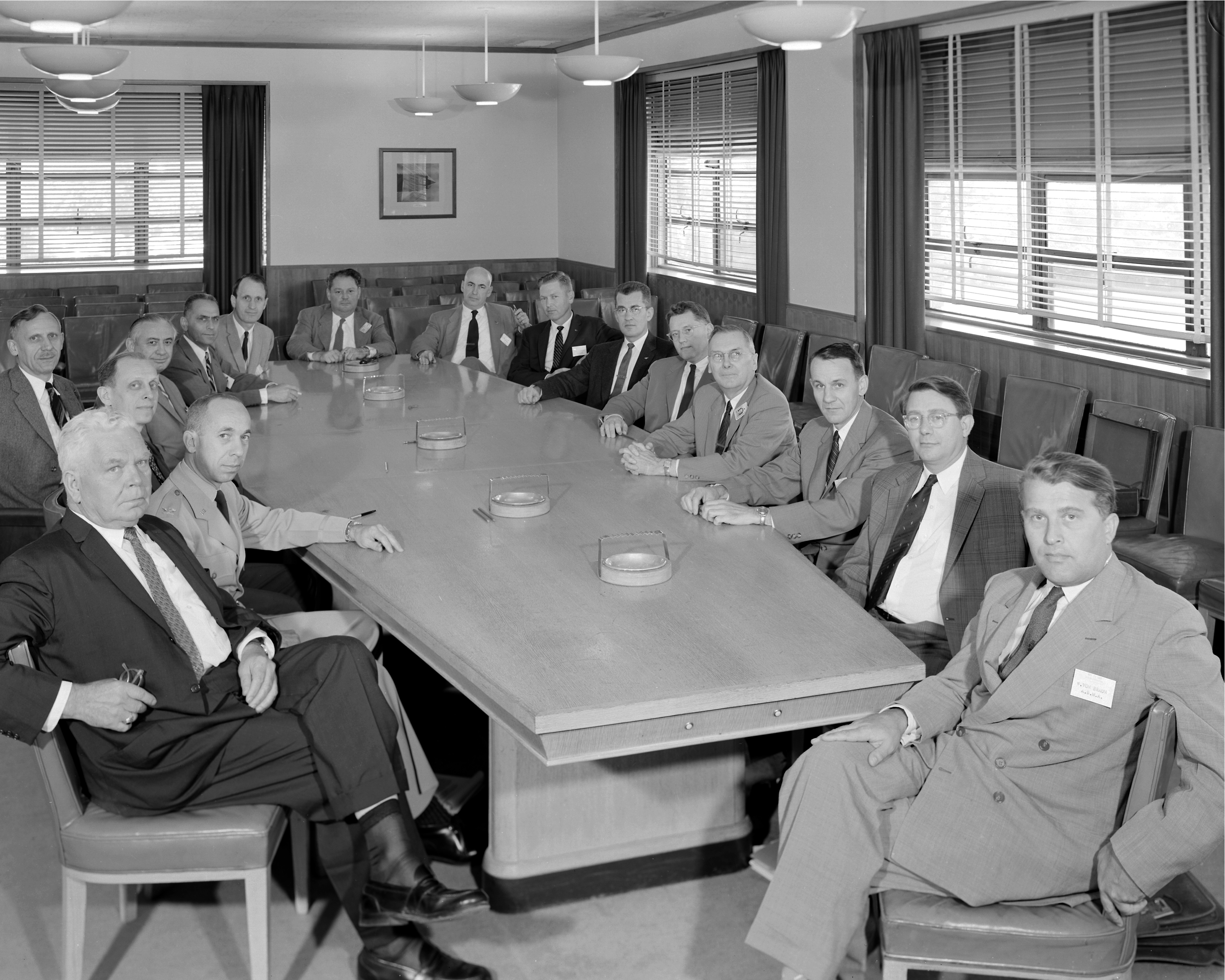
کمیته ویژه NACA در زمینه فناوری فضایی در نشست ۲۶ ماه مه ۱۹۵۸. در سرمقاله: ورنهر فون براون. دکتر استیور نفر سوم اسمت راست و هندریک وید بد نفر چهارم از سمت چپ است.